# سامسونگ اس‌پی‌اچ-ان۲۷۰

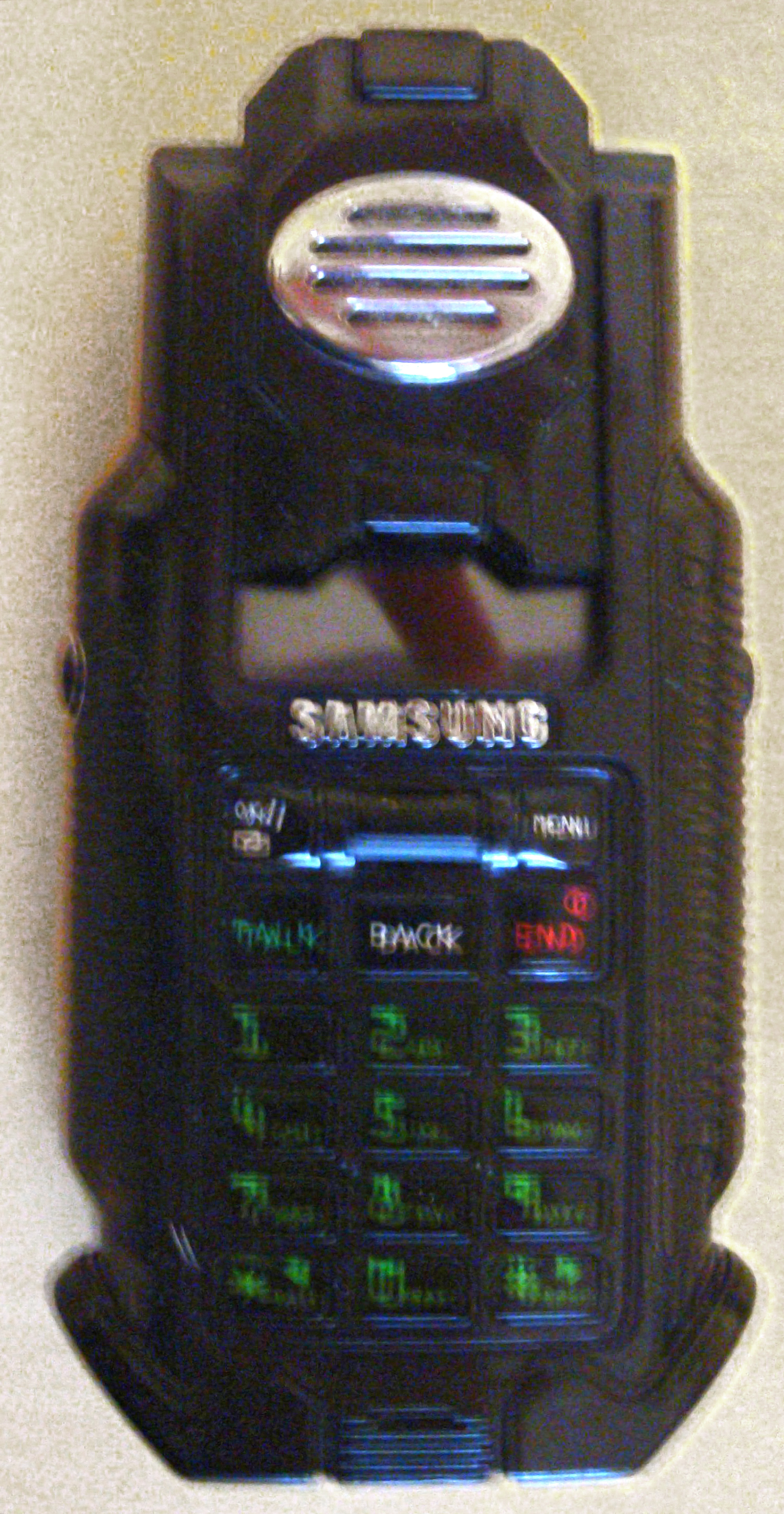
سامسونگ اس‌پی‌اچ-ان۲۷۰

سامسونگ اس‌پی‌اچ-ان۲۷۰ یک‌نمونه از گوشی‌های تلفن همراه سری N شرکت سامسونگ می‌باشد که توسط همین شرکت به بازار عرضه شده‌است.